# IC 2434
IC 2434 је спирална галаксија у сазвјежђу Рис која се налази на листи објеката дубоког неба у Индекс каталогу.
Деклинација објекта је + 37° 12' 56" а ректасцензија 9h 7m 15,9s. Привидна величина (магнитуда) објекта IC 2434 износи 13,5 а фотографска магнитуда 14,4. IC 2434 је још познат и под ознакама UGC 4785, MCG 6-20-25, CGCG 180-35, IRAS 09041+3725, PGC 25609.